# Astrogymnotes
Astrogymnotes is een geslacht van slangsterren uit de familie Ophiomyxidae.

## Soorten
- Astrogymnotes catasticta H.L. Clark, 1914
- Astrogymnotes hamishia Baker, Clark & McKnight, 2001
- Astrogymnotes irimurai Baker, Clark & McKnight, 2001
- Astrogymnotes oharai Stöhr, 2011
- Astrogymnotes thomasinae Baker, Clark & McKnight, 2001